# Hydroptila gaya
Hydroptila gaya är en nattsländeart som beskrevs av Olah 1989. Hydroptila gaya ingår i släktet Hydroptila och familjen smånattsländor. Inga underarter finns listade i Catalogue of Life.